# Volo Air India 101
Il volo Air India 101 era un volo di linea della Air India che il 24 gennaio 1966 si è schiantato sul versante francese del Monte Bianco. L'aereo, un Boeing 707-437 denominato Kanchenjunga, stava compiendo il terzo tratto del volo Bombay-Delhi-Beirut-Ginevra-New York quando si è schiantato durante l'avvicinamento all'aeroporto di Ginevra. Tutte le 117 persone a bordo sono decedute nell'incidente, rendendolo sia il secondo più grave accaduto in Francia a quel tempo che il nono più grave mai occorso ad un Boeing 707.
Sedici anni prima un altro aereo della Air India, il volo 245 (Malabar Princess), si era schiantato nello stesso luogo.

## L'incidente
Dopo il decollo da Mumbai, l'aereo aveva già effettuato scalo a Delhi e a Beirut e si apprestava ad atterrare a Ginevra. Mentre si trovava a 19 000 piedi (5 800 m), il controllore di volo comunicò ai piloti che avrebbero potuto cominciare la discesa verso l'aeroporto subito dopo aver passato il Monte Bianco; pensando di averlo già oltrepassato, i piloti cominciarono a scendere di quota ma si schiantarono contro il ghiacciaio dei Bossons, all'altitudine di 4750 m.
Tutti i presenti a bordo morirono nell'incidente.

## Passeggeri
Fra i passeggeri periti nell'incidente vi era il Presidente della Commissione Indiana per l'energia atomica Homi Jehangir Bhabha.
Resti umani e relitti provenienti dal volo o dal Malabar Princess vengono regolarmente ritrovati sul ghiacciaio dei Bossons.

## Cause dell'incidente
Le indagini, affidate al Bureau d'enquêtes et d'analyses pour la sécurité de l'aviation civile (BEA) conclusero che:
1. Il pilota ai comandi del velivolo, essendo a conoscenza che uno dei VOR non era in funzione, sbagliò a calcolare la sua posizione in relazione al Monte Bianco; il controllore di volo, grazie ai dati del radar, si accorse dell'errore e lo comunicò al pilota pensando che fosse in grado di ricalcolare la sua posizione.
2. Il pilota fraintese la comunicazione del controllore di volo e credette di aver già oltrepassato la vetta del Monte Bianco, cominciando quindi la discesa.